# سان ترولسگارد نیلسن
سان ترولسگارد نیلسن (انگلیسی: Sanne Troelsgaard Nielsen؛ زادهٔ ۱۵ اوت ۱۹۸۸) بازیکن فوتبال اهل دانمارک است.
از باشگاه‌هایی که در آن بازی کرده‌است می‌توان به باشگاه فوتبال بروندبی اشاره کرد.
وی همچنین در تیم ملی فوتبال زنان دانمارک بازی کرده‌است.